# Phare de Juminda
Le phare de Juminda (en estonien : Juminda Tuletorn) est un phare moderne situé sur la péninsule de Juminda dans la commune de Kuusalu du Comté de Harju, en Estonie, sur le golfe de Finlande.
Il est géré par l'Administration maritime estonienne ,.

## Histoire
Le phare a été construit en 1937. Avant 2006, le phare ne mesurait que 24 mètres. La partie rouge du phare actuel a été ajoutée en 2006. Le phare est situé dans le parc national de Lahemaa.

## Description
Le phare  est une tour cylindrique blanche en béton de 32 mètres de haut, avec une double galerie et une lanterne rouge. Il émet, à une hauteur focale de 40 mètres, deux longs éclats blancs toutes les 15 secondes. Sa portée nominale est de 12 milles nautiques (environ 22 km).
Identifiant : ARLHS : EST-022 ; EVA-110 - Amirauté : C-3860 - NGA : 12908 .

## Caractéristique duFeu maritime
Fréquence : 15 secondes (W)
- Lumière : 3 secondes
- Obscurité : 2 secondes
- Lumière : 3 secondes
- Obscurité : 7 secondes

|                   |
| Golfe de Finlande |

|          |
| Le phare |

### Lien connexe
- Liste des phares d'Estonie